# Luis Andrés Edo
Luis Andrés Edo (Caspe, 7 de noviembre de 1925 - Barcelona, 14 de febrero de 2009) fue un historiador español y militante de la organización anarcosindicalista CNT.

## Biografía

### Primeros años
Nacido en Caspe, era hijo de un guardia civil y miembro de familia tradicional católica, se trasladó pronto a Barcelona y fue educado en la Escuela Nueva Unificada, donde vivió la ola revolucionaria contra el golpe de Estado del 18 de julio de Franco y también las privaciones y bombardeos de la Guerra Civil.

### Activismo durante la dictadura
Edo pasó muchos años en prisión o en el exilio durante el franquismo. Su primer encarcelamiento fue en el castillo de Figueres en 1947 después de negarse a hacer el servicio militar, escapó a Francia y fue detenido al año siguiente en su regreso clandestino al país. Volvió a escapar y se exilió.
Formó parte de la organización anarquista antifranquista española Defensa Interior, creada para practicar la lucha armada contra el régimen franquista. El 28 de octubre de 1966 fue detenido con otros cuatro militantes del Grupo Primero de Mayo acusados del secuestro del jefe de las fuerzas armadas de Estados Unidos en España, Norman C. Gillette, y de planear el secuestro del presidente argentino exiliado en España Juan Domingo Perón. El 4 de julio de 1967 fue condenado a nueve años de prisión. Fue confinado en las cárceles de Carabanchel, Soria y Segovia donde escribió La corriente. Por aquel entonces conoció a otros prisioneros antifranquistas como Stuart Christie Tras una breve estancia en París (1972-1974), regresó a España, pero fue nuevamente detenido el 1 de mayo de 1974 y permaneció en la cárcel hasta la amnistía de 1977. Mientras estaba en prisión ideó un sistema para mantener a los prisioneros informados de las noticias y organizar protestas y acciones de solidaridad.

### Últimos años
Tras la restauración de la democracia, el 26 de febrero de 1976 se refundó la CNT en Cataluña con Edo en el Comité Regional. Trabajó como Secretario General y Director del diario Solidaridad Obrera. Posteriormente Edo trabajó en la transmisión de conocimientos de la historia y los métodos del movimiento libertario español. Fue considerado como un vínculo vital con la CNT prefranquista y murió de un ataque al corazón el 14 de febrero de 2009.

## Obras publicadas
- La Corriente. Fundació d'Estudis Llibertaris i Anarcosindicalistes.
- La CNT en la encrucijada. Aventuras de un heterodoxo. 2006. ISBN 84-96495-14-0.[3]